# Giuseppe Rundo
Giuseppe Rundo, detto Pippo (Gioiosa Marea, 4 dicembre 1946), è un ex cestista italiano.

## Carriera
Ha esordito nella nazionale di pallacanestro italiana il 28 maggio 1966, in occasione dell'amichevole Italia-Guinea 89-34 a Dessau. Il commissario tecnico Nello Paratore lo impiegò in altre quindici partite, nelle quali l'ala segnò trentadue punti. Ebbe l'occasione di giocare nel Mondiale di Uruguay 1967, in cui arrivò a segnare 11 punti al Paraguay. L'Italia si classificò nona.